# Star Wars: The Force Unleashed
Star Wars: The Force Unleashed (TFU) är ett spel som utvecklades och publicerades av Lucasarts tillsammans med Dark Horse Comics och Del Rey Books. Spelet är tillgängligt för Xbox 360, Playstation 3, Wii, Playstation Portable, Nintendo DS, andra generationens N-Gage, Iphone och Playstation 2. Spelet släpptes den 16 september i olika delar av Nordamerika, i Australien den 17 september 2008 och i Europa den 19 september 2008. Spelet anses ha mycket komplexa fysikberäkningar då det använder sig av 3 stycken fysikmotorer, däribland Havok.
Spelet använder sig av Euphoria, vilket låter karaktärerna i spelet kunna "tänka" som människor gör i verkligheten. Spelet har sålts i över sex miljoner exemplar, och är det hittills snabbast sålda Star Wars-spelet.

## Handling
Spelets handling utspelar sig mellan episoderna III och IV, och handlar om Darth Vaders hemliga lärjunge, Starkiller (Sam Witwer).
Spelaren börjar som en mörk jedi och får olika uppdrag av Darth Vader. Med hjälp av piloten Juno Eclypse tar spelaren sig till olika system med det modifierade rymdskeppet Rouge Shadow. I början är spelaren ond men man blir mer och mer lik en jedi, då Vader vill att spelaren ska skapa en allians som ska slåss mot kejsaren.

## Expansioner
Lucasarts släppte den 21 augusti 2008 ett demo för hemladdning till Playstation 3 och Xbox 360. Den 5 december samma år släppte man även en hemladdningsbar bana för dessa plattformar, samt en expansion med "skins", som låter spelarens karaktär att se ut som andra Star Wars-personligheter förutom Starkiller. Ännu en expansion släpptes under hösten 2009, samt en Ultimate Sith Edition som innehåller spelet och en hel del nya tillägg. Den ultimata utgåvan kommer även att expandera spelets tillgänglighet till Microsoft Windows och Mac OS Classic.
Tillägget som kommer ut för hemladdning under hösten är den första av två expansioner och innehåller ett uppdrag på Tatooine. Dessa tillägg äger rum i en alternativ tidslinje där Starkiller dödar Vader och blir Palpatines lärling. I denna tidslinje som inkluderas i expansionerna, skickar Palpatine Starkiller till Tatooine för att döda Obi-Wan Kenobi, där man på vägen stöter på Jabba the Hutt och Boba Fett. Den andra expansionen i denna tidslinje skickas Starkiller till Hoth för att döda Luke Skywalker. Hoth-expansionen kommer endast att inkluderas i den ultimata utgåvan av The Force Unleashed, som även innehåller samtliga tillägg som släppts för hemladdning.

## Uppföljare
2010 släpptes uppföljaren "Star Wars: The Force Unleashed II". Där spelar spelaren som en sithklon av Starkiller, som Darth Vader har klonat för att få fram en ultimat lönnmördare. Här är man istället utrustad med dubbla blå lasersvärd. Spelet finns till Nintendo DS, PC, Playstation 3, Wii och Xbox Live Arcade.